# Office fédéral de l'agriculture
L’Office fédéral de l’agriculture (OFAG) est le centre de compétence de la Suisse pour les questions relevant du secteur agricole. Il dépend du Département fédéral de l'économie, de la formation et de la recherche et est situé à Liebefeld (Köniz). Son directeur est Christian Hofer.